# Šobar (priimek)
Šobar  je priimek več znanih Slovencev:
- Bojan Šobar (1937—2017), agronom, mlekarski strokovnjak, univ. prof.
- Bojan Šobar, pravnik
- Davorin Šobar (*1939), agronom, mlekarski strokovnjak
- Helena Šobar Zajc (*1944), gledališka režiserka, igralka, lutkarica
- Jože Šobar, goslar (izdelovalec glasbil)
- Milka Šobar (1922—1943), partizanka, narodna herojinja
- Štefan Šobar (1908—2003), partizanski in vojaški zdravnik - sanitejec